# Three Hundred Big Boys
Three Hundred Big Boys (рус. «Три сотни больших мальчиков») — шестнадцатый эпизод четвёртого сезона мультсериала «Футурама». Североамериканская премьера этого эпизода состоялась 15 июня 2003 года.

## Содержание
Земные войска одержали победу над Паукианами с Тарантулона-6 и захватили множество трофеев, в том числе триллион долларов шёлком и сокровищами. Президент Земли Голова Ричарда Никсона решает вернуть излишек денег налогоплательщикам: каждому гражданину достанется по 300 долларов. Каждый из членов экипажа «Межпланетного экспресса» также получил свои векселя на эту сумму, и теперь они решают, на что бы их потратить. В итоге Лила тратит их на плавание с китом, Скраффи — на новую стрижку, Фрай — на сто чашек кофе (после того, как Эми заявляет о том, что за 300 долларов можно купить 100 чашек кофе), Эми — на говорящую татушку на своей руке, Киф арендует педалеплан для прогулки с Эми, профессор Фарнсворт — на 400 грамм стволовых клеток, призванных сгладить его морщины и вернуть молодость. Бендер хочет купить особую сигару «Le Grand Cigar», но та стоит 10 000 долларов, поэтому он в том же магазине приобретает набор взломщика. Гермес покупает сыну Двайту ботинки-ходули, от которых его сын не в восторге (в конце серии Гермес заявляет, что купил ходули за 299 долларов 99 центов, и отдаёт сыну 1 цент, на который Двайт решает купить пять акций «Amazon.com»). Зойдберг пытается вести жизнь богача.
Профессор выходит из клиники выглядящим на 25 лет и немедленно приударяет за некой девушкой. Лила заказывает себе плавание с китёнком Мушу. Фрай пьёт вторую чашку кофе. Киф дарит Эми необычные наручные часы, но внезапно педалеплан теряет управление, и подарок падает прямо в пасть Мушу.
Киф очень расстроен, но Лила и Скраффи придумывают, как вернуть часы. Лила с Эми наведываются в забегаловку Эльзара, где Фрай пьёт 31-ю чашку кофе. В том же ресторане в то же время Профессор заказывает столик себе и своей новой подруге, а Зойдберг в том же заведении отказывается платить за фуа-гра и икру, считая эти продукты рыбными отходами.
Бендер вламывается в магазин «Hacking Jack’s», чтобы выкрасть Сигару, но его засекает камера слежения.
На следующее утро Эльзар сбрасывает сгнившую рыбу в ближайший отстойник, где этого ждут Лила, Эми и Киф. Фрай тем временем пьёт 52-ю чашку кофе, и у него налицо все признаки сильной кофеиновой интоксикации. Лила, засунув тухлую рыбу в купальник, прыгает в бассейн к Мушу. Она хочет, чтобы он её съел, после чего его должно будет вырвать. Таким образом они смогут добыть часы Эми. План срабатывает. Киф ныряет за содержимым желудка кита и возвращает часы, но потом его арестовывают за «кражу аквариумной собственности».
Игра в гольф не нравится Зойдбергу: клюшки ломаются в его клешнях, а мячики невкусны.
Фрай выпивает 99-ю чашку кофе, а Бендер закуривает свою дорогую сигару.
Эми опечалена тем, что Кифа посадили в тюрьму. Скраффи пытается успокоить её. Вскоре Киф добивается освобождения — аквариумной собственностью оказываются вовсе не часы, а рвотные массы кита (амбра), которыми был покрыт Киф.
Тем временем действие стволовых клеток заканчивается, и Профессор вновь стареет, но тут же выясняется, что его знакомая, которая оказалась очень полной девушкой, использовала свои 300 долларов на подтяжку фигуры. Она предлагает любить друг друга такими, какие они есть.
В банкетном зале, где в этот момент находятся все герои, из-за Сигары Бендера возникает пожар. В то время как все в смертельной опасности, Фрай находится в кофеиновой прострации, не замечая ничего вокруг. Он выпивает 100-ю чашку. Внезапно течение времени для Фрая сильно замедляется, так как он достиг «кофеиновой нирваны». Теперь он может сверхбыстро передвигаться, поэтому сначала он спасает всех гостей, а затем тушит пожар. При этом окружающим он кажется лишь размытым оранжевым пятном.
Зойдберг наконец решает, как поступить со своей долей: он накрывает стол для городских нищих. Спасённые из пожара гости банкета тоже получают по бесплатному хот-догу.
Голова Ричарда Никсона недовольна бездумной тратой этих 300 долларов, но всех остальных всё устраивает, кроме Бендера, которого всё-таки арестовывают за кражу сигары.

## Персонажи
- Зепп Бранниган
- Киф Крокер
- Мамочка
- Уолт, Ларри и Игнар
- Голова Ричарда Никсона
- Мэр Си Рэндэл Пуппенмайер
- Морбо
- Вордэн Вогель
- Сироты Кукивильского приюта
- Смитти и Урл
- Эль Чупанибрей
- Лег
- Дебют: Китовый биолог
- Дебют: Голограмма Розанны Барр
- Дебют: Тучная девочка
- Дебют: Жена Морбо

## Изобретения будущего
- Педалеплан — что-то вроде дельтаплана, только с крыльями, а в движение приводится с помощью велосипеда.
- Бамбуковые буги-ботинки.
- Говорящие татуировки.
- Часы с двумя циферблатами, заряжающиеся от любви и показывающие время где угодно (в переводе REN-TV «их не нужно заводить», а в оригинале — нужно («KIF: Also, you have to wind it.»)).